# 통합 위협 관리 시스템
통합 위협 관리 시스템(Unified Threat Management, UTM)은 방화벽, 가상 전용 네트워크, 침입 차단 시스템, 웹 컨텐츠 필터링, 안티스팸 소프트웨어 등을 포함하는 여러 개의 보안 도구를 이용한 관리 시스템이다. 통합 위협 관리 시스템(UTM)은 비용 절감, 관리 능력이 향상되는 포괄적인 관리 시스템이다. 통합 위협 관리 시스템은 중소기업 뿐만 아니라 모든 규모의 네트워크에 이용가능하다는 특징이 있다.